# Opera Tower (Iekaterinbourg)
L'Opera Tower est un gratte-ciel de 150 mètres en construction depuis 2013 à Iekaterinbourg. Lorsqu'il sera achevé en 2015, il abritera un hôtel Radisson.